# Giải đua ô tô Công thức 1 Nga 2017
Giải đua ô tô Công thức 1 Nga 2017 (tiếng Nga: 2017 Формула-1 Гран-при России), có tên chính thức là Formula 1 VTB Russian Grand Prix 2017, là một cuộc đua Công thức 1 được tổ chức ngày 30 tháng 4 năm 2017. Cuộc đua, với 52 vòng, được tổ chức tại Sochi Autodrom. Cuộc đua này là chặng đua thứ tư của giải vô địch thế giới Công thức 1 năm 2017 và đánh dấu lần thứ tư của cuộc đua Giải đua ô tô Công thức 1 Nga như là một vòng của giải vô địch thế giới Công thức 1.
Nhà vô địch giải đua ô tô Công thức 1 Nga năm trước, Nico Rosberg, không bảo vệ chiến thắng ở vòng đua này bởi vì anh ta đã giải nghệ sau mùa giải 2016. Đi vào cuộc đua, Sebastian Vettel dẫn trước Lewis Hamilton trong giải vô địch đua xe tới 7 điểm, đứng thứ ba là Valtteri Bottas. Ở hạng mục các đội đua vô địch Ferrari dẫn trước Mercedes, với Red Bull Racing đứng thứ ba.
Vettel bắt đầu cuộc đua từ vị trí pole, với người đồng đội Kimi Räikkönen ở vị trí thứ hai của đội Ferrari's Bắt đầu hàng đầu tiên từ Giải đua ô tô Công thức 1 Pháp 2008.

## Vòng phân hạng

### Vòng loại
| TT                       | Số xe | tay đua           | Đội đua                   | Q1       | Q2       | Q3       | Vị trí chung kết |
| Q1                       | Q2    | Q3                |                           |          |          |          |                  |
| ------------------------ | ----- | ----------------- | ------------------------- | -------- | -------- | -------- | ---------------- |
| 1                        | 5     | Sebastian Vettel  | Ferrari                   | 1:34.493 | 1:34.038 | 1:33.194 | 1                |
| 2                        | 7     | Kimi Räikkönen    | Ferrari                   | 1:34.953 | 1:33.663 | 1:33.253 | 2                |
| 3                        | 77    | Valtteri Bottas   | Mercedes                  | 1:34.041 | 1:33.264 | 1:33.289 | 3                |
| 4                        | 44    | Lewis Hamilton    | Mercedes                  | 1:34.409 | 1:33.760 | 1:33.767 | 4                |
| 5                        | 3     | Daniel Ricciardo  | Red Bull Racing-TAG Heuer | 1:35.560 | 1:35.483 | 1:34.905 | 5                |
| 6                        | 19    | Felipe Massa      | Williams-Mercedes         | 1:35.828 | 1:35.049 | 1:35.110 | 6                |
| 7                        | 33    | Max Verstappen    | Red Bull Racing-TAG Heuer | 1:35.301 | 1:35.221 | 1:35.161 | 7                |
| 8                        | 27    | Nico Hülkenberg   | Renault                   | 1:35.507 | 1:35.328 | 1:35.285 | 8                |
| 9                        | 11    | Sergio Pérez      | Force India-Mercedes      | 1:36.185 | 1:35.513 | 1:35.337 | 9                |
| 10                       | 31    | Esteban Ocon      | Force India-Mercedes      | 1:35.372 | 1:35.729 | 1:35.430 | 10               |
| 11                       | 55    | Carlos Sainz Jr.  | Toro Rosso                | 1:35.827 | 1:35.948 |          | 141              |
| 12                       | 18    | Lance Stroll      | Williams-Mercedes         | 1:36.279 | 1:35.964 |          | 11               |
| 13                       | 26    | Daniil Kvyat      | Toro Rosso                | 1:35.984 | 1:35.968 |          | 12               |
| 14                       | 20    | Kevin Magnussen   | Haas-Ferrari              | 1:36.408 | 1:36.017 |          | 13               |
| 15                       | 14    | Fernando Alonso   | McLaren-Honda             | 1:36.353 | 1:36.660 |          | 15               |
| 16                       | 30    | Jolyon Palmer     | Renault                   | 1:36.462 | no time  |          | 16               |
| 17                       | 2     | Stoffel Vandoorne | McLaren-Honda             | 1:37.070 |          |          | 202              |
| 18                       | 94    | Pascal Wehrlein   | Sauber-Ferrari            | 1:37.332 |          |          | 17               |
| 19                       | 9     | Marcus Ericsson   | Sauber-Ferrari            | 1:37.507 |          |          | 18               |
| 20                       | 8     | Romain Grosjean   | Haas-Ferrari              | 1:37.620 |          |          | 19               |
| 107% thời gian: 1:40.623 |       |                   |                           |          |          |          |                  |
| Nguồn:                   |       |                   |                           |          |          |          |                  |

Ghi chú
- ^1  – Carlos Sainz, Jr. was given a three-place grid penalty for causing an avoidable accident with Lance Stroll at the 2017 Bahrain Grand Prix.[3]
- ^2  – Stoffel Vandoorne received a fifteen-place grid penalty for changing various engine components.[4]

### Cuộc đua
| TT     | Số xe | Tay đua           | Đội đua                   | Số vòng | Thời gian/Lý do bỏ cuộc | Vị trí xuất phát | Điểm |
| ------ | ----- | ----------------- | ------------------------- | ------- | ----------------------- | ---------------- | ---- |
| 1      | 77    | Valtteri Bottas   | Mercedes                  | 52      | 1:28:08.743             | 3                | 25   |
| 2      | 5     | Sebastian Vettel  | Ferrari                   | 52      | +0.617                  | 1                | 18   |
| 3      | 7     | Kimi Räikkönen    | Ferrari                   | 52      | +11.000                 | 2                | 15   |
| 4      | 44    | Lewis Hamilton    | Mercedes                  | 52      | +36.230                 | 4                | 12   |
| 5      | 33    | Max Verstappen    | Red Bull Racing-TAG Heuer | 52      | +1:00.416               | 7                | 10   |
| 6      | 11    | Sergio Pérez      | Force India-Mercedes      | 52      | +1:26.788               | 9                | 8    |
| 7      | 31    | Esteban Ocon      | Force India-Mercedes      | 52      | +1:35.004               | 10               | 6    |
| 8      | 27    | Nico Hülkenberg   | Renault                   | 52      | +1:36.188               | 8                | 4    |
| 9      | 19    | Felipe Massa      | Williams-Mercedes         | 51      | +1 Lap                  | 6                | 2    |
| 10     | 55    | Carlos Sainz Jr.  | Toro Rosso                | 51      | +1 Lap                  | 14               | 1    |
| 11     | 18    | Lance Stroll      | Williams-Mercedes         | 51      | +1 Lap                  | 11               |      |
| 12     | 26    | Daniil Kvyat      | Toro Rosso                | 51      | +1 Lap                  | 12               |      |
| 13     | 20    | Kevin Magnussen   | Haas-Ferrari              | 51      | +1 Lap                  | 13               |      |
| 14     | 2     | Stoffel Vandoorne | McLaren-Honda             | 51      | +1 Lap                  | 20               |      |
| 15     | 9     | Marcus Ericsson   | Sauber-Ferrari            | 51      | +1 Lap                  | 18               |      |
| 16     | 94    | Pascal Wehrlein   | Sauber-Ferrari            | 50      | +2 Laps                 | 17               |      |
| Ret    | 3     | Daniel Ricciardo  | Red Bull Racing-TAG Heuer | 5       | Hỏng động cơ            | 5                |      |
| Ret    | 30    | Jolyon Palmer     | Renault                   | 0       | Va chạm                 | 16               |      |
| Ret    | 8     | Romain Grosjean   | Haas-Ferrari              | 0       | Va chạm                 | 19               |      |
| DNS    | 14    | Fernando Alonso   | McLaren-Honda             | 0       | Hỏng máy                | 15               |      |
| Nguồn: |       |                   |                           |         |                         |                  |      |

### Bảng xếp hạng giải vô địch sau cuộc đua
|  | TT | Tay đua          | Điểm |
|  | -- | ---------------- | ---- |
|  | 1  | Sebastian Vettel | 86   |
|  | 2  | Lewis Hamilton   | 73   |
|  | 3  | Valtteri Bottas  | 63   |
|  | 4  | Kimi Räikkönen   | 49   |
|  | 5  | Max Verstappen   | 35   |

|   | TT | Đội đua                   | Điểm |
| - | -- | ------------------------- | ---- |
| 1 | 1  | Mercedes                  | 136  |
| 1 | 2  | Ferrari                   | 135  |
|   | 3  | Red Bull Racing-TAG Heuer | 57   |
|   | 4  | Force India-Mercedes      | 31   |
|   | 5  | Williams-Mercedes         | 18   |

- Note: Only the top five positions are included for both sets of standings.